# Belle Glade, Florida
Belle Glade är en stad (city) i Palm Beach County, i delstaten Florida, USA. Enligt United States Census Bureau har staden en folkmängd på 17 667 invånare (2011) och en landarea på 14,6 km².